# Монтелеоне-Сабино
Монтелеоне-Сабино (итал. Monteleone Sabino) — коммуна в Италии, в регионе Лацио, в провинции Риети.
Население составляет 1257 человек (2008 г.), плотность населения составляет 67 чел./км². Занимает площадь 19 км². Почтовый индекс — 2033. Телефонный код — 0765.
Покровителем населённого пункта считается святая Виктория, празднование во второе воскресение мая.

## Демография
Динамика населения:

## Администрация коммуны
- Официальный сайт: